# Louis und seine verrückten Politessen
Louis und seine verrückten Politessen ist eine französische Filmkomödie aus dem Jahr 1982. Es ist der sechste und letzte Film aus der Reihe um den Gendarm von St. Tropez. Louis de Funès ist in seiner letzten Rolle zu sehen.

## Handlung
Die Gendarmen von Saint-Tropez und ihre Ehefrauen beziehen eine neue Dienststelle, die mit modernster Technik ausgestattet ist und Jérôme Gerber präsentiert seinen Kollegen stolz einen Computer. Der Colonel vergewissert sich, dass alle den Umzug gut überstanden haben und kündigt eine weitere Neuerung an: In Kürze werden vier weibliche Lehrlinge auf das Revier kommen, um die praktischen Seiten des Polizeidienstes kennenzulernen. Bei den Gendarmen sorgen die vier attraktiven jungen Frauen Christine, Marianne, Isabelle und Yo für Entzücken, bei ihren Frauen für jedoch Verärgerung. Die Zusammenarbeit der Politessen mit Beaupied, Tricard, Berlicot und Perlin geht oftmals schief und so kommt es zu einigen chaotischen Situationen auf den Straßen von St. Tropez. Auf Wunsch des Colonels übernachten die Frauen im Kloster bei Schwester Clotilde. Cruchot will sich von der ordnungsgemäßen Nachtruhe der Damen selbst überzeugen und überrascht dabei einen Gendarmen, der im Kloster verschwindet und sich am Ende als sein Vorgesetzter Gerber entpuppt. Damit Cruchot ihn nicht verrät, darf er sich von Gerber eine Zeitlang als „General“ anreden lassen und erhält ein Morgengedicht vorgetragen.
Isabelle erhält eines Tages einen Brief, der sie um ein Treffen am Strand bittet. Hier wird sie niedergeschlagen und verschleppt. Als Marianne kurz darauf ebenfalls verschwindet und ein Bekennerschreiben auftaucht, das mit Das Gehirn unterzeichnet ist, verzweifeln Cruchot und Gerber. Vor dem Colonel können sie die beiden fehlenden Politessen kompensieren, erfahren jedoch, dass vor allem Yo besonders behandelt werden muss: Sie ist die Tochter des Präsidenten von Bungawa, dessen Land Frankreich mit Erdöl versorgt und der in Kürze zu einem Staatsbesuch nach Frankreich kommen will. Trotz starker Bewachung werden auch Christine und Yo entführt. Nun erfährt auch der Colonel vom Verlust der vier Frauen. Zur Strafe müssen die Gendarmen im Dienst nun erdölfreundlich auf das Fahrrad umsteigen.
Die Gruppe um Das Gehirn hat es auf die Armbänder der Politessen abgesehen, doch hat Yo ihres an Land verloren. Kurzerhand entführen die Gangster Gerbers Frau Germaine. In der Dienststelle bleibt nun nur noch Cruchots „Rehäuglein“ Josépha, doch will Cruchot sie nicht in Gefahr bringen und verkleidet sich heimlich selbst als Frau. Auch Cruchot wird entführt und auf das Schiff gebracht, auf dem bereits die fünf Frauen gefangengehalten werden. Die Bande hat nun alle vier Armbänder zusammen, die einen Zahlencode enthalten. Dieser ergibt, in einen Computer eingegeben, den Standort der nuklearen XZ-Raketen. Cruchot wird zur Gendarmerie gebracht, um der Bande den Zugang zum Computer zu ermöglichen. Nach der Aktion sollen die fünf Frauen freigelassen werden, was sich als Lüge entpuppt: Tatsächlich wissen die Frauen und Cruchot zu viel und sollen umgebracht werden. Yo gelingt es, über ein Funkgerät um Hilfe zu bitten. Sie funkt dabei, ohne es zu wissen, Schwester Clotilde an, die sofort zur Gendarmerie fährt und Gerber und seine Männer alarmiert. Sie machen sich auf den Weg zum Schiff. Hier erhalten die Frauen vor ihrem Tod einen letzten Wunsch frei. Jede wünscht sich, bei ihrem Tod mit einem Mann zusammen sein zu können. Den vier jungen Damen wird der Wunsch erfüllt, während Cruchot und Germaine allein zurückbleiben und sich in dieser Situation ihrer Zuneigung versichern. Die vier Politessen wiederum überwältigen ihre Bewacher und präsentieren den ankommenden Gendarmen und Gerber schließlich die Bande als Gefangene. Den Polizisten wird ein großer Empfang bereitet, doch wird Cruchots und Gerbers Freude gedämpft: Der Minister erklärt beiden, dass der Staat der Bande die Falle mit den Armbändern gestellt hat und dann zusah, wie sich Gerber und seine Männer schlugen. Gerber ist konsterniert, dass sie nichts weiter als Kasperlepuppen in diesem Spiel waren.

## Produktion

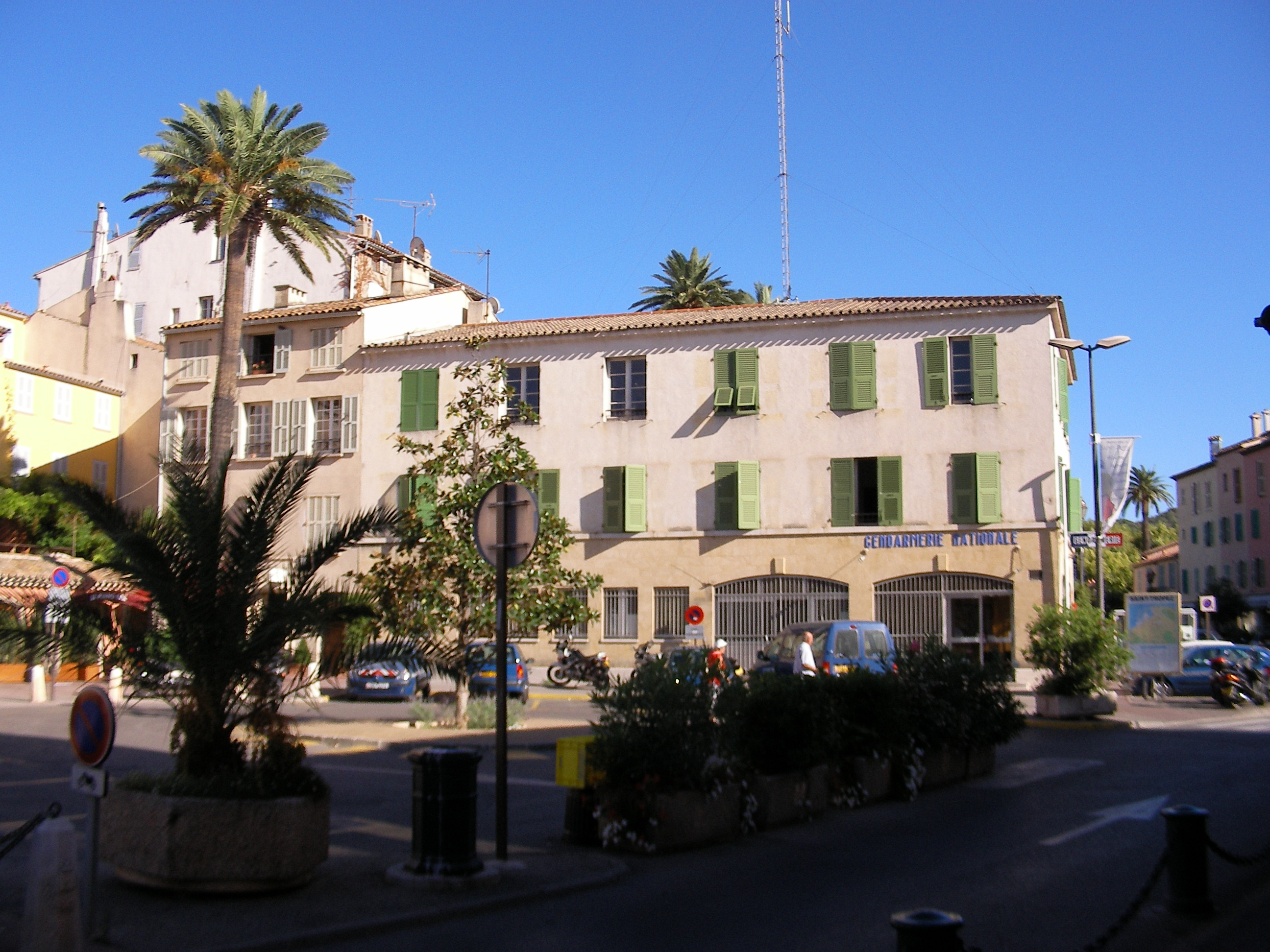
Die neue Dienststelle der Gendarmerie Nationale

Louis und seine verrückten Politessen wurde in Saint Tropez und Hyères gedreht. Die Dienstfahrzeuge der Gendarmen sind Citroën Méhari. Der französische Stuntman Rémy Julienne führte die Stunts für die Rolle der Schwester Clotilde mit einem Citroën 2CV aus. Regisseur Jean Girault starb während der Dreharbeiten am 24. Juli 1982 an Tuberkulose, der Film wurde vom Co-Regisseur Tony Aboyantz fertiggestellt.
Die Komödie feierte am 6. Oktober 1982 in Frankreich ihre Premiere. Hauptdarsteller Louis de Funès verstarb im Januar 1983 und damit noch vor der deutschen Erstaufführung: Diese fand am 18. März 1983 in der Bundesrepublik Deutschland statt, rund 1,264 Millionen Zuschauer sahen den Film in diesem Jahr. In den Kinos der DDR lief die Komödie ab dem 17. Februar 1984. 2009 erschien der Film auf DVD.
Die Schauspielerinnen Catherine Serre und Nicaise Jean-Louis standen vier Jahre zuvor schon gemeinsam für den Bond-Film Moonraker – Streng geheim vor der Kamera.

## Synchronisation
Die deutsche Fassung entstand bei Rainer Brandt Filmproduktions GmbH. Für Buch und Dialogregie war Rainer Brandt verantwortlich.
| Rolle             | Darsteller         | Synchronsprecher  |
| ----------------- | ------------------ | ----------------- |
| Cruchot           | Louis de Funès     | Peter Schiff      |
| Gerber            | Michel Galabru     | Michael Chevalier |
| Beaupied          | Maurice Risch      | Claus Jurichs     |
| Tricard           | Guy Grosso         | Lothar Blumhagen  |
| Josépha Cruchot   | Claude Gensac      | Inken Sommer      |
| Berlicot          | Michel Modo        | Hans Nitschke     |
| Isabelle Leroy    | Sophie Michaud     | Andrea Heuer      |
| Das Gehirn        | Jean-Louis Richard | Horst Niendorf    |
| Christine Rocourt | Catherine Serre    | Ursula Heyer      |
| Colonel           | Jacques François   | Christian Rode    |
| Marianne Bonnet   | Elisabeth Etienne  | Evelyn Maron      |
| Perlin            | Patrick Préjean    | Joachim Kerzel    |
| George            | Philippe Ruggieri  | Rainer Brandt     |
| Georges Frau      | Sandra Julien      | Chris Palm        |

## Kritiken
Das Lexikon des internationalen Films befand, dass der Film „wie üblich ganz auf die hektisch-turbulente Eigenart des Komikers Louis de Funès abgestimmt ist und nur sehr anspruchslosen Unterhaltungsbedürfnissen genügt.“ „Hektiker Louis in Hochform“, schrieb hingegen Cinema.